# Hôtel de ville de Bagneux
L`hôtel de ville de Bagneux est un bâtiment administratif se trouvant dans la ville de Bagneux dans les Hauts-de-Seine.

## Historique
Il succède à l'ancien hôtel de ville qui se trouve rue de la Mairie.
Dans les années 1950, les services municipaux qui grandissent avec l'accroissement de la population, occupent différents sites dans la ville. En 1970, le projet se fait de les réunir dans un seul bâtiment et la municipalité avance un premier projet architectural, réservant 22 000 mètres carrés avenue Gabriel-Péri. Toutefois, la ville ne disposant que d'un budget limité, opte alors en 1977 pour le rachat d'un immeuble existant. Les travaux d'aménagement furent alors réalisés par les services techniques de la ville.
Il subit un réaménagement en 2017. Avec ces travaux, le parvis reçoit une sculpture de Pierre de Grauw, œuvre réalisée en cuivre, datant de 1985 et intitulée La rencontre.

## Description
Il est situé au no 57 avenue Henri-Ravera.

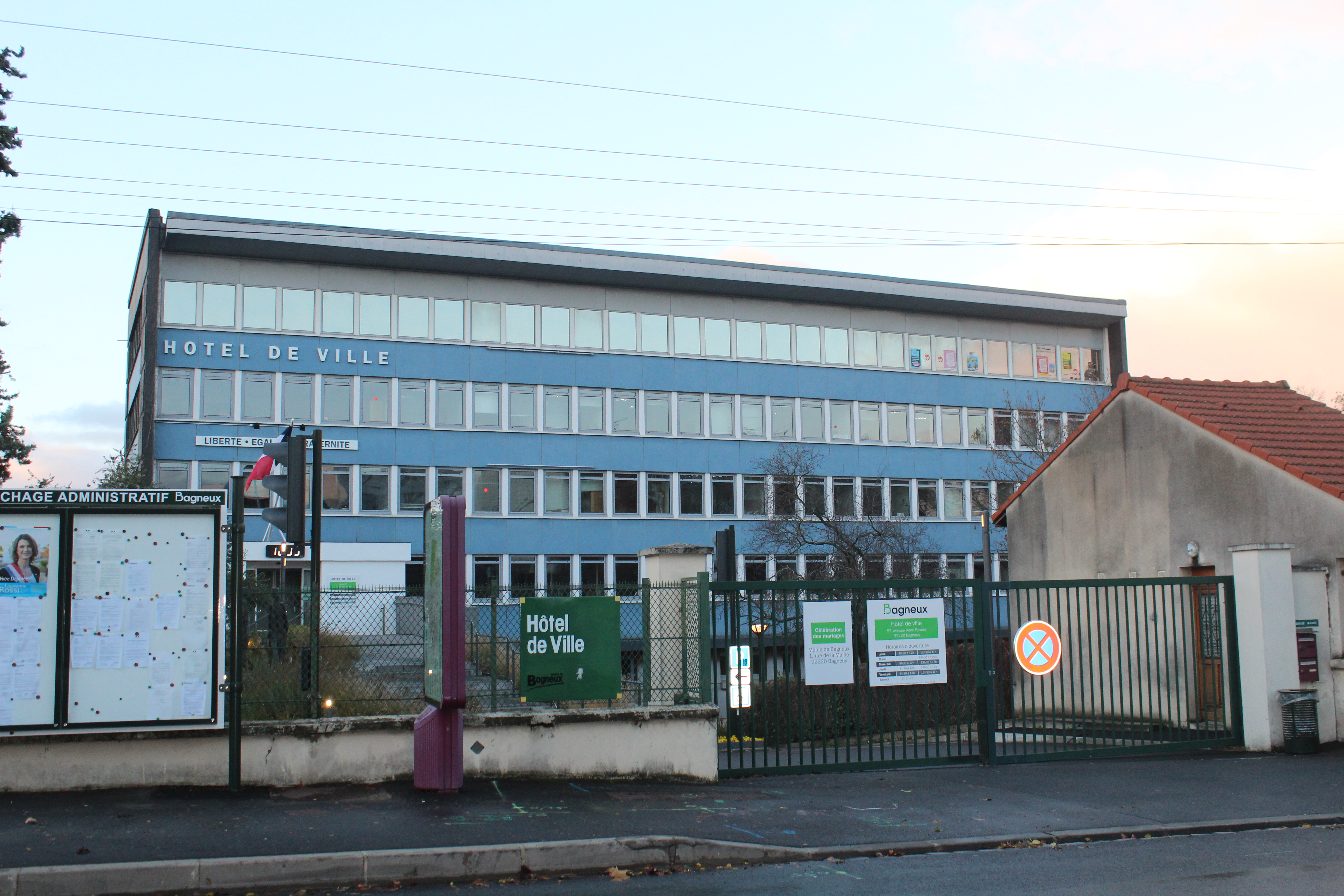
L'hôtel de ville en décembre 2018.

C'est un bâtiment construit en 1959, à usage de bureau d'une superficie de 1 600 m2, et d'ateliers de 1 500 m2, qui appartenait à la compagnie Schlumberger.